# 加藤利彦
加藤 利彦（かとう としひこ、1981年4月22日 - ）は、日本の実業家、IT参謀。
愛称は黒のITコンサルタントや冷泉（れいぜい）など。
株式会社グッドマネジメント総合研究所（旧ChatWork Academy株式会社）、代表取締役である。
チャットツール「Chatwork」の開発元であるChatwork株式会社（旧有限会社EC studio）の創業メンバーで、常務取締役を歴任。
IT参謀サービスの提唱者である。近年は中小企業のDXを推進し、特にAIによる業務効率化に注力している。

## 人物
全身を黒色に統一した、洋服のコーディネイトをしている。
健全な思考を生み出すのは、健全な肉体あってこそとの考えから、東京と大阪で自身が主催するジム・トレーニングを行っている。
ビジネス哲学は「喜楽」。
ITとAIで人の良き寿命を増やすことを標榜している。
趣味はお酒、格闘技、瞑想、ダーツ、登山、ベース、サウナ、絵

## 経歴
1981年4月22日、大阪府高槻市に生まれる。
転校生ということでイジメを受けていたが、父親からの勧めで当時、父親の友人が師範をしていた日本拳法の道場に通う。それ以来、イジメはなくなるがケンカばかりの日を過ごす。
大阪府立港南造形高等学校へ入学、事故で大けがを負う。治療をキッカケに出会った医師に感銘をうけ、「人の役に立ちたい」と真剣に考えるようになり人生の転機を迎える。
HAL (専門学校) を経て、フリーランスのウェブデザイナーとして独立。

### Chatwork株式会社の常務取締役へ
2004年、ウェブデザインの仕事を縁として、現・Chatwork株式会社の創業者である山本敏行と出会い、同社の前身である有限会社EC studioへ入社。
2008年、常務取締役に就任。
2011年3月、EC studio アカデミー株式会社設立のため、退任。

### グループ会社の代表取締役就任
2011年4月、株式会社EC studio（現・Chatwork株式会社）がグループ会社としてEC studio アカデミー株式会社を設立。代表取締役に就任し、ITコンサルタント、研修などを専門に手掛ける。
2012年6月、株式会社EC studioがChatWork株式会社へ商号変更したことに伴い、社名をChatWork Academy株式会社へ変更。
2014年3月、IT活用による組織の業務効率化に関するセミナーを開催。
2015年8月、会社名義で『チャットワーク【公式】活用ガイド (日本語) 』を出版（日本実業出版社）。

### 独立
2016年10月、株式会社グッドマネジメント研究所へ社名変更し、完全独立した後はGoogleのサービスなども取り入れたITコンサルタント事業を手掛ける 。
2017年12月、WEDGE ONLINEでの執筆を開始。
2018年11月、企業のITをサポートする【ITアドバイザー】をリリース。
2019年10月、企業のIT/DXを推進サポートセミナー・イベントを開催。以降も継続的に業務効率化などをテーマに開催   。
2021年1月、【WEB名刺】をリリース。
2021年8月、IT担当者を支え・育て・活躍を支援する【IT担当者サポート】をリリース。
2022年4月、MindMeister公式アンバサダーに就任
  。
9月、IT営業を学び、早期収益化を支援する【IT営業アカデミー】をリリース。
2024年1〜2月、AI（ChatGPT）導入による企業の活性化、業務効率化に関するセミナーを開催 。
5月、24時間対応可能な独自のAI（ChatGPT）を構築する【AI魔改造】をリリース。